# Княжий замок
Княжий замок — дерев'яний замок, збудований під керівництвом короля Русі Лева I на Княжій горі у Львові.

## Короткі відомості

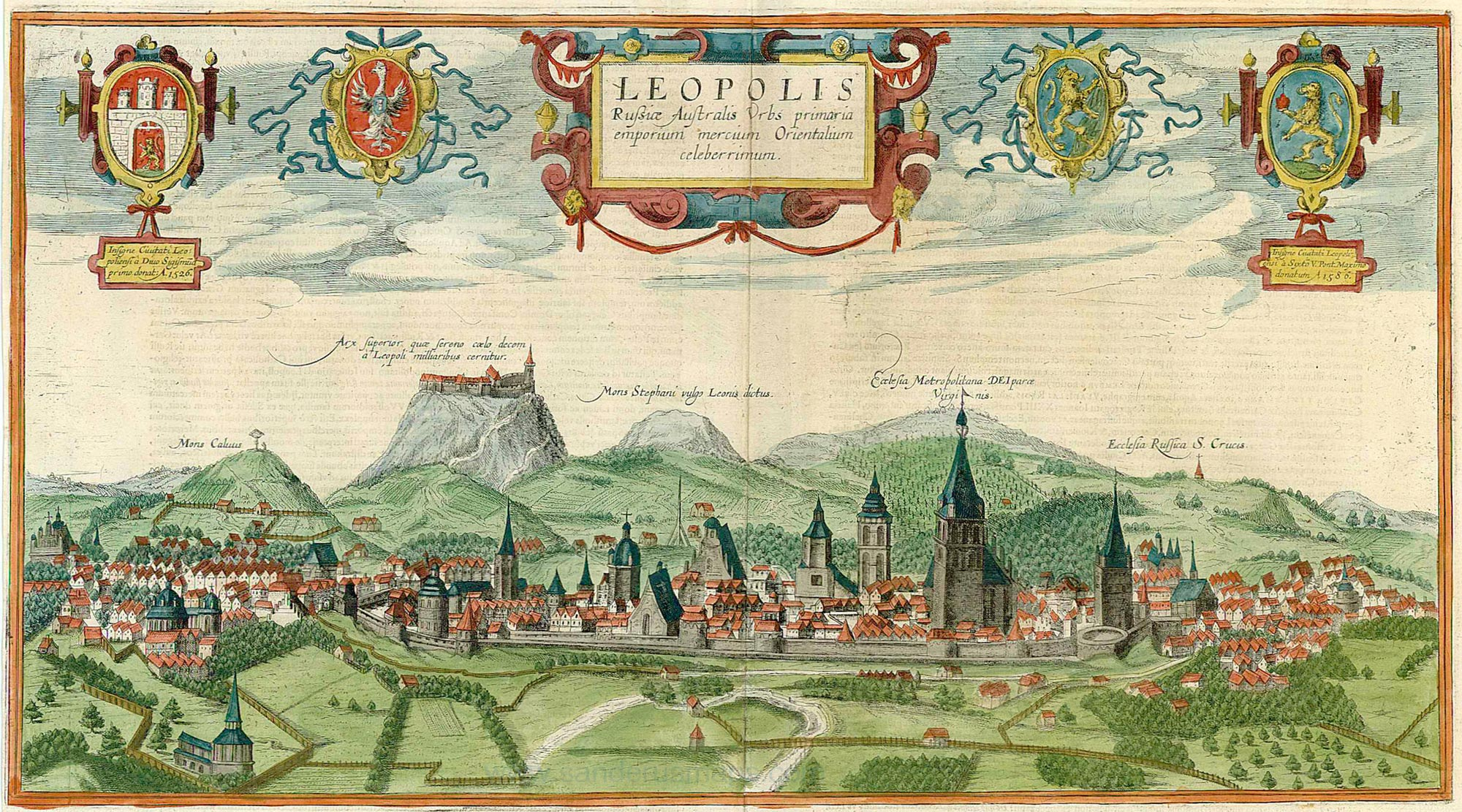
Панорама Гоґенберґа

Знаходився на Княжій горі Львова. За даними Бартоломея Зиморовича, король Лев Данилович на оборонній горі з тяжким доступом до неї побудував тимчасовий «город» з пнів зрубаних нижче дерев, оточив його частоколом, засіками. Ймовірно, як в інших замках, над стрімкими схилами був високий вал, на ньому «заборола» з дерев'яних зрубів — «городниць». Можливо, посередині стояв «стовп» — вежа з тесаного дерева або мурована, будинок залоги, сховище майна, невелика церква-каплиця. Король Лев мешкав тут одну зиму; через сильний холод, гострі вітри взимку перенісся до нижчих частин міста. Замок був відновлений близько 1280 року.
Після захоплення та спалення Львова 1340 року військами польського короля Казімєжа III був спалений, не відбудовувався. Потім на Княжій горі поставили хрест, побожні львів'яни ходили сюди на прощі.

## Див. також

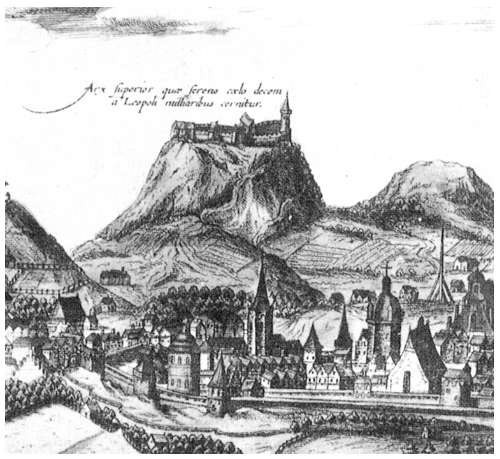
Фрагмент гравюри панорами Львова 17 століття із зображенням частни Княжої гори